# Denis Poncet

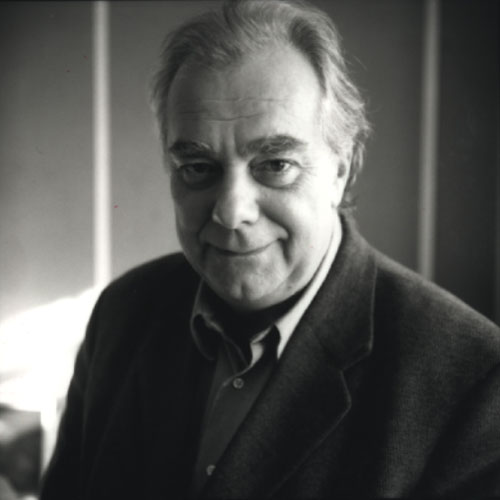
Denis Poncet, 2007

Denis Poncet (* 29. Oktober 1948 in Toulon, Département Var; † 12. Dezember 2014 in Straßburg, Département Bas-Rhin) war ein französischer Filmproduzent, der mit einem Oscar ausgezeichnet wurde.

## Karriere
Poncets Karriere im Filmgeschäft begann beim französischen Film mit dem Dokumentarfilm La vie jusqu’au bout im Jahr 1998, wofür er als Produzent verantwortlich war. Für seine Beteiligung an dem Film Ein Mörder nach Maß erhielt er eine Oscar-Nominierung in der Kategorie „bester Dokumentarfilm“. Die Auszeichnung erhielt Poncet mit Jean-Xavier de Lestrade bei der Oscarverleihung 2002.
Es folgte im Jahr 2008 der Dokumentarfilm über die Geschichte des Netzwerks Octogon zur Finanzierung der CDU nach dem Zweiten Weltkrieg, der unter dem Titel Schwarze Kassen der CDU/CSU – Dokumentation der Machtkonstruktion veröffentlicht wurde. Im folgenden Jahr wurde der Film Erdöl, Brot und Korruption, der unter seiner Regie entstand, veröffentlicht.

## Privat
Poncet wurde 1948 in Toulon geboren. Sein Vater war im Zweiten Weltkrieg ein Vize-Admiral. Er lebte unter anderem in London, Kairo, Washington, Brest und Paris. Bevor er als Filmproduzent tätig wurde, arbeitete er als Journalist beim französischen Rundfunk.
Er war von 2012 bis zu seinem Tod mit der deutschen Filmproduzentin Kornelia Theune, die er 2007 in Paris kennengelernt hatte, verheiratet. Poncet starb im Dezember 2014 in Straßburg, wurde aber in Berlin beigesetzt.

## Filmografie (Auswahl)
- 2001: Ein Mörder nach Maß (Un coupable idéal, Dokumentarfilm)
- 2008: Schwarze Kassen der CDU/CSU – Dokumentation der Machtkonstruktion (Le Système Octogon, Dokumentarfilm)
- 2009: Erdöl, Brot und Korruption (Pain, pétrole et corruption, Dokumentarfilm)
- 2010: Nylons und Zigaretten (Cigarettes et bas nylon, Fernsehfilm)
- 2011: Strahlende Wüste (Qui sème le vent, Fernsehfilm)
- 2013: Amerikas Legendäre Straßen (Fernsehserie, 5 Episoden)
- 2013: Zeitbombe Steuerflucht: Wann kippt das System? (Evasion fiscale: Le hold-up du siècle, Dokumentarfilm)